# Часовня-усыпальница Паскевичей

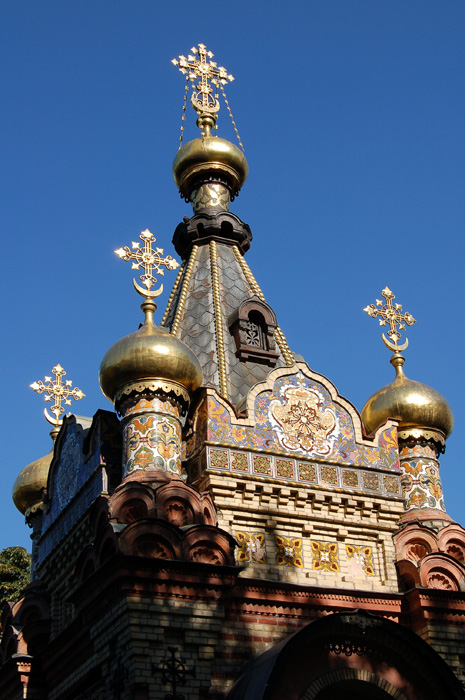
Завершение часовни

Часовня-усыпальница Паскевичей (бел. Капліца-пахавальня Паскевічаў) — часовня-усыпальница в составе Гомельского дворцово-паркового ансамбля.

## История
Построена в 1870—1889 годах в русском стиле под руководством академика архитектуры Е. Червинского (проект создавался при участии А. Х. Пеля) рядом с Петропавловским собором Фёдором Ивановичем Паскевичем для упокоения членов семьи Паскевичей, владевших гомельским дворцом и парком с 1834 по 1918 годы. Строительство поручили петербургским архитекторам М. Е. Месмахеру и О. Э. Вегенеру. Первый отвечал за декоративное украшение часовни-усыпальницы, а второй занимался непосредственно строительством.
В 1889 г. в часовне были перезахоронены останки генерал-фельдмаршала, светлейшего князя И. Ф. Паскевича (1782—1856) и его жены Елизаветы Алексеевны, урождённой Грибоедовой. (Первоначально И. Ф. Паскевич, умерший в Варшаве, был похоронен в  Ивангородской крепости в Польше (теперь это снова город Демблин. В 1840 году император Николай I повелел назвать построенную в Демблине крепость — в честь Ивана Паскевича — Ивангородской. Город Демблин стал Ивангородом. Иван Паскевич завещал похоронить себя в нём.) В Гомель же перевезены останки и его деда и бабки из имения Щеглицы в Могилёвской области.
В 1903 г. Фёдор Иванович Паскевич (1823—1903) также был захоронен в часовне-усыпальнице.
Часовне-усыпальнице был нанесён урон в годы Великой Отечественной войны, но в 1968—1975 годах прошла её реконструкция. В 2008—2016 годах была проведена реставрация часовни. Теперь этот памятник архитектуры — часть дворцово-паркового комплекса Румянцевых-Паскевичей.
В марте 2017 года, во время подготовки к юбилейной ретроспективной выставке, посвященной 175-летию М.Е. Месмахера (1842-1906), научный сотрудник Научно-исследовательского музея при Российской Академии художеств в Петербурге историк архитектуры Владимир Герасимов обнаружил несколько ранее неатрибутированных графических листов, подписанных М.Е. Месмахером (монограммой из переплетённых букв ММ), представляющих наружное и внутреннее убранство часовни Паскевичей. Важная находка имела большое значение для научно-исследовательских и реставрационных работ на данном объекте культурного наследия. Она также дополнила перечень архитектурного и графического наследия выдающегося петербургского архитектора интересным архитектурным сооружением, которым историк архитектуры В. Герасимов посвятил отдельную статью (см. ниже).

Старые фотографии
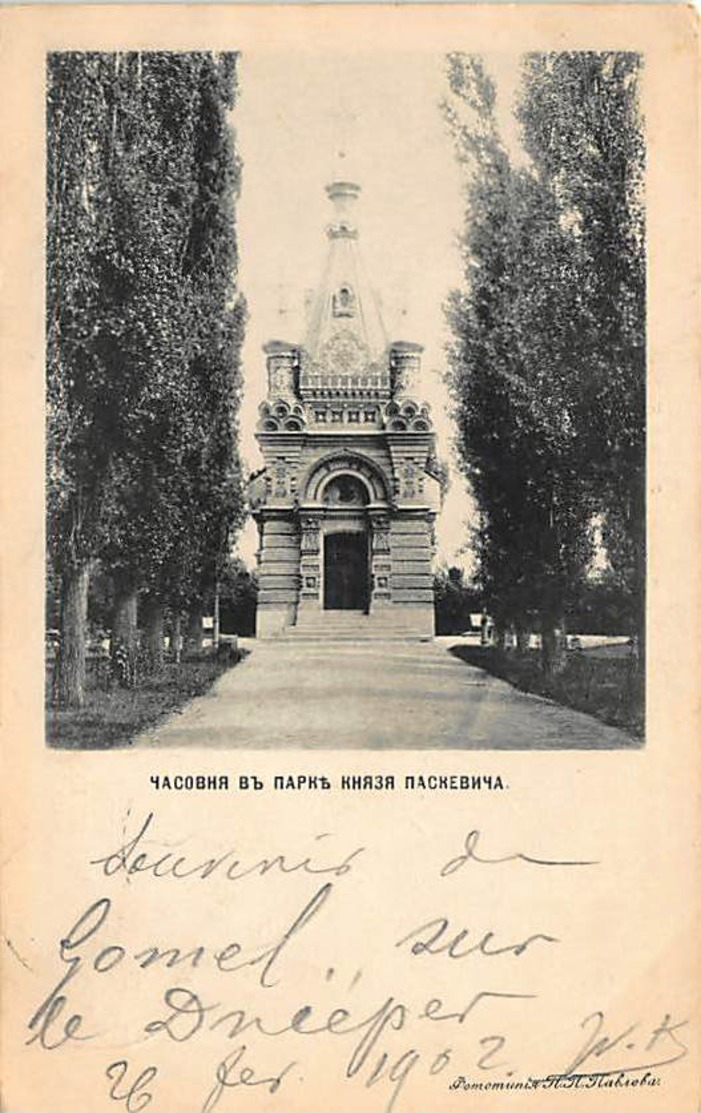
1902 г.
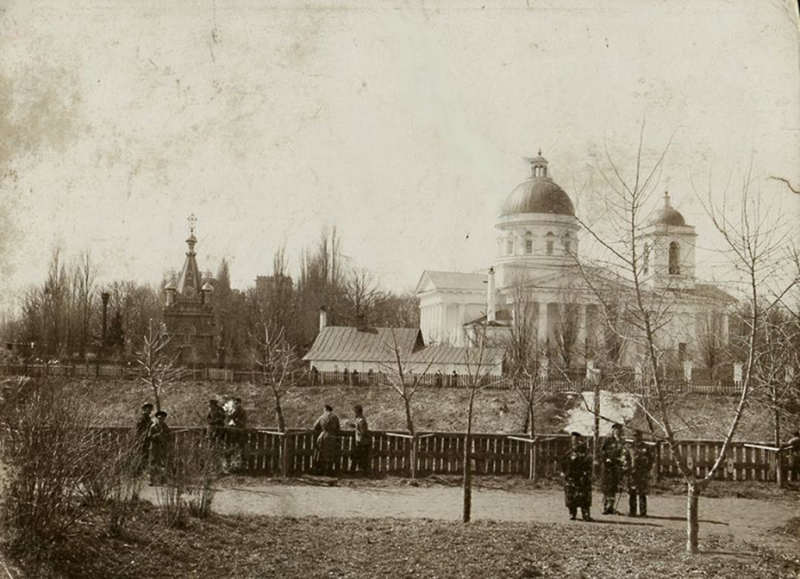
1902 г.
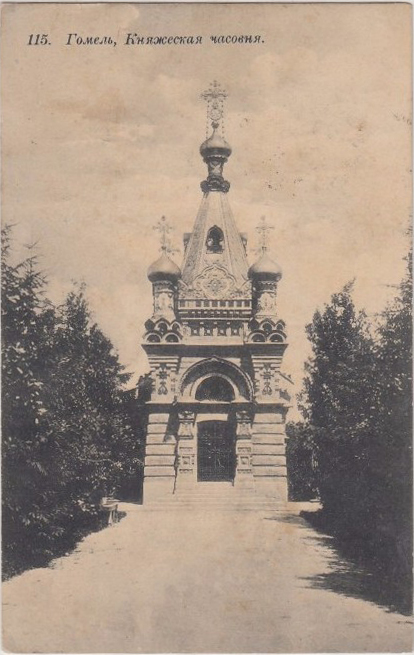
1913 г.
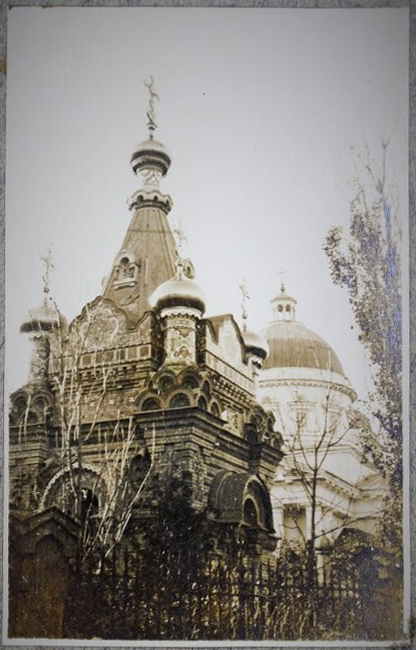
1918 г.

## Архитектура

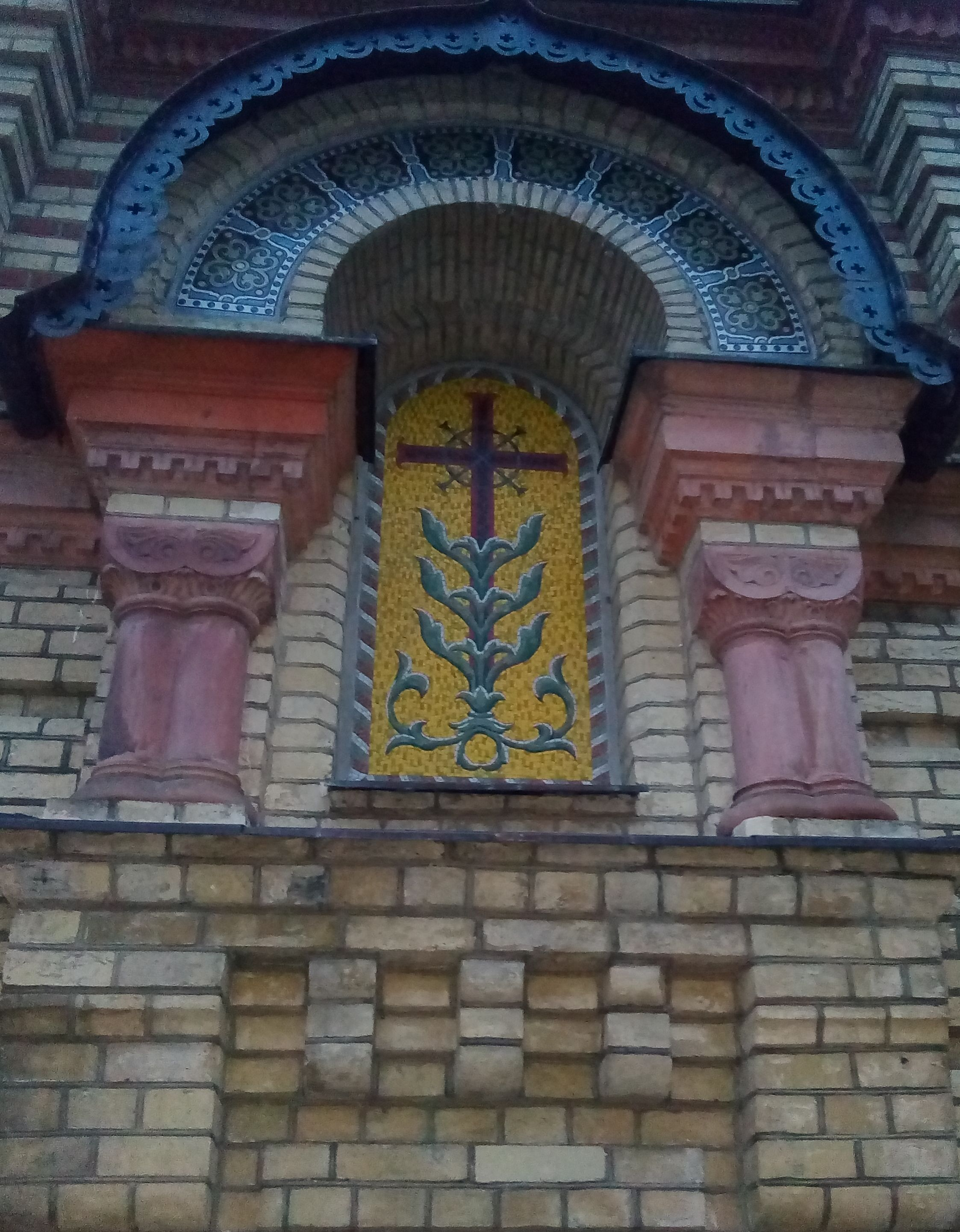
Мозаика на часовне

Усыпальница напоминает миниатюрный сказочный замок, изящный и хрупкий. Но архитектор, несмотря на небольшой масштаб, создал полноценную по композиции постройку с артистично выдержанной стилистикой. 
План часовни — квадрат площадью 30 м², объёмная композиция выдержана в духе пятиглавых шатровых церквей. На южном фасаде пристроен вход с лестницей и арочным порталом. Особенностью постройки является декоративное убранство. Пустотелые, причудливые по форме керамические колонны, скульптурные кокошники, розетки, карнизные пояса, позолоченные купола и цветная керамика выполнены на высоком художественном уровне. Особую красочность фасадам придают майоликовые плитки, украшенные растительным орнаментом. Декор принадлежит местным мастерам, работавшим под руководством художника С. Садикова. Это были полихромные росписи, в которых очевидно были видны древнерусские мотивы: переплетаются цветы, листья, ростки и прорастает восьмиконечный крест. Садиков также руководил позолотными работами в погребальном склепе.

## Склеп
Непосредственно усыпальница с захоронениями находится под землёй, вход в неё размещён в находящемся в некотором отдалении павильоне. В склепе похоронены восемь представителей рода.

## Члены семьи Паскевичей, захороненные в усыпальнице

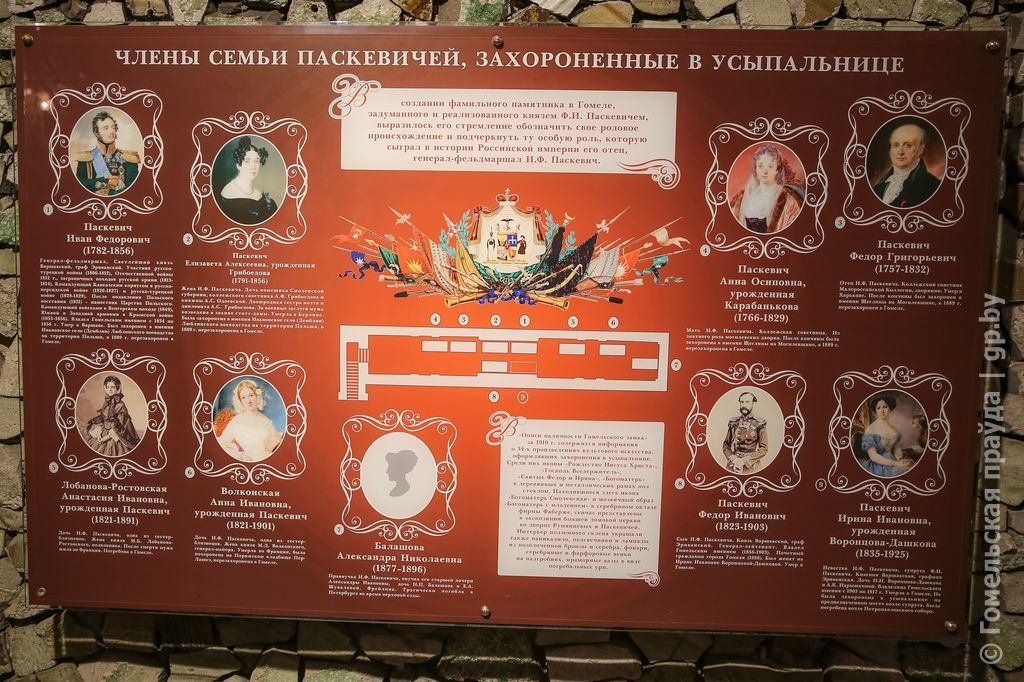
Члены семьи Паскевичей, захороненные в усыпальнице

- Паскевич Иван Федорович (1782—1856) — русский полководец, государственный деятель и дипломат. генерал-фельдмаршал , генерал-адъютант. Скончался в Варшаве в возрасте 73 лет 20 января 1856 года в 10 часов утра. По отпевании тела в кафедральном Свято-Троицком соборе, останки, по его желанию, были преданы земле в  Ивангородской крепости в Польше(теперь — город Демблин, В 1840 г. император Николай I повелел назвать построенную в Демблине крепость — в честь Ивана Паскевича — Ивангородской. Город Демблин стал Ивангородом). 18 июля 1889 года его сыном Фёдором останки были перезахоронены в семейной усыпальнице в Гомеле.
- Паскевич Елизавета Алексеевна (урождённая Грибоедова) (1791—1856) — жена И. Ф. Паскевича. По отцу приходилась двоюродной сестрой писателю и дипломату А. С. Грибоедову; по матери — В. Ф. Одоевскому и была в дальнем родстве с Пушкиным. Скончалась в Берлине 30 апреля 1856 года от воспаления легких, на руках сына и дочери Лобановой-Ростовской. Была похоронена рядом с мужем в селе Ивановском (бывшем Демблине). 18 июля 1889 года её сыном Фёдором останки были перезахоронены в семейной усыпальнице в Гомеле.

Их дети:
- Паскевич Фёдор Иванович (1823—1903) — русский генерал-лейтенант, генерал-адъютант (20.01.1856), единственный сын и наследник И. Ф. Паскевича.
- Лобанова-Ростовская, Анастасия Ивановна (урождённая Паскевич) (1822—1892), одна из сестёр-близнецов, жена флигель-адъютанта князя М. Б. Лобанова-Ростовского.
- Волконская, Анна Ивановна (урождённая Паскевич)  (1822—1901), сестра-близнец Анастасии, жена генерал-майора князя М. Д. Волконского. Умерла в Париже от воспаления легких, похоронена на кладбище Пер-Лашез. Позже перезахоронена, согласно завещанию, рядом с родителями в фамильной усыпальнице в Гомеле.

Родители И. Ф. Паскевича:
- Паскевич, Фёдор Григорьевич (1757 — 1832) — отец И. Ф. Паскевича, дворянин, председатель Верховного земского суда Вознесенской губернии, коллежский советник Малороссийской коллегии. Был помещиком Полтавской губернии и имел 500 душ крестьян. Умер в Харькове. Был похоронен в имении Щеглицы, на Могилевщине. 18 июля 1889 года перезахоронен Фёдором Ивановичем в Гомеле.
- Паскевич Анна Осиповна (урождённая Карабанькова) (1766—1829) - мать И. Ф. Паскевича. Колежская советница из знатного рода могилевских дворян. Была похоронена в имении Щеглицы, на Могилевщине. 18 июля 1889 года перезахоронена Фёдором Ивановичем в Гомеле.

А так же ...
- Балашева, Александра Николаевна  (1877-1896) — правнучка Ивана Паскевича, внучка старшей дочери Ивана Паскевича Александры Ивановны Паскевич, дочь Николая Балашова, сестра Петра Балашова. Умерла от пневмонии.

Место захоронения жены Ф. И. Паскевича Паскевич Ирины Ивановны (урождённая Воронцова-Дашкова) (1835—1924), русской благотворительницы, хозяйки литературного салона, переводчицы, сестры графа И. И. Воронцова-Дашкова, неизвестно. После смерти в 1924 году она была захоронена у стены Петропавловского собора, перезахоронена в 1930-годах на Новиковском кладбище (сейчас Студенческий сквер). Позже кладбище было ликвидировано, могила не сохранилась.

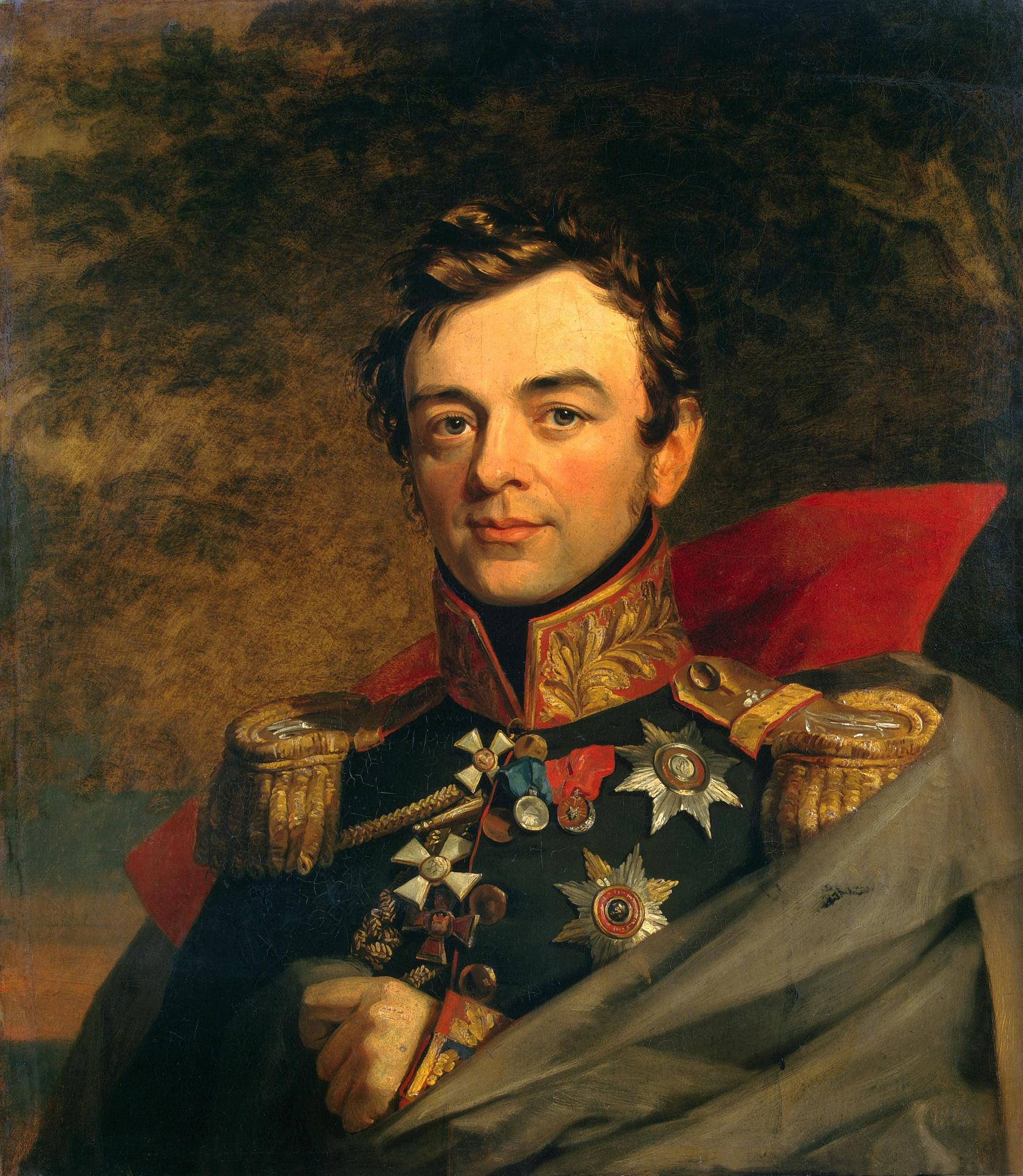
Иван Федорович Паскевич
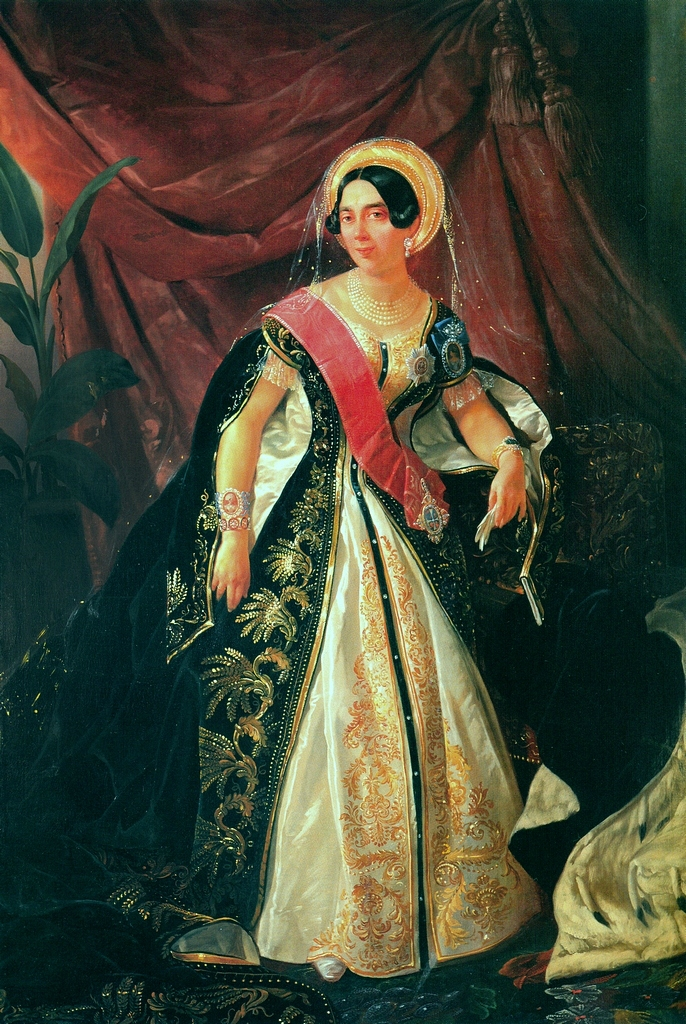
Елизавета Алексеевна Паскевич
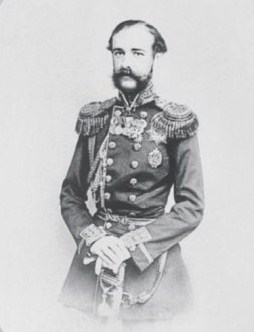
Паскевич Фёдор Иванович
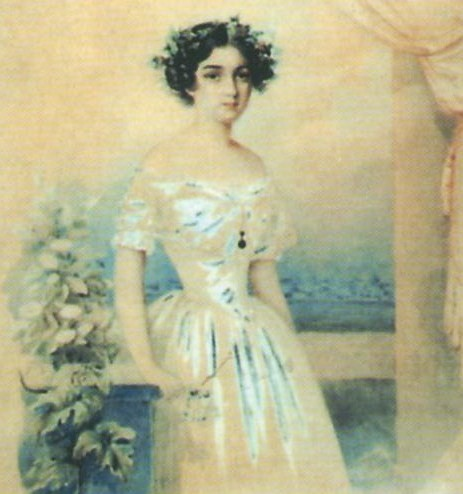
Лобанова-Ростовская, Анастасия Ивановна (урождённая Паскевич)
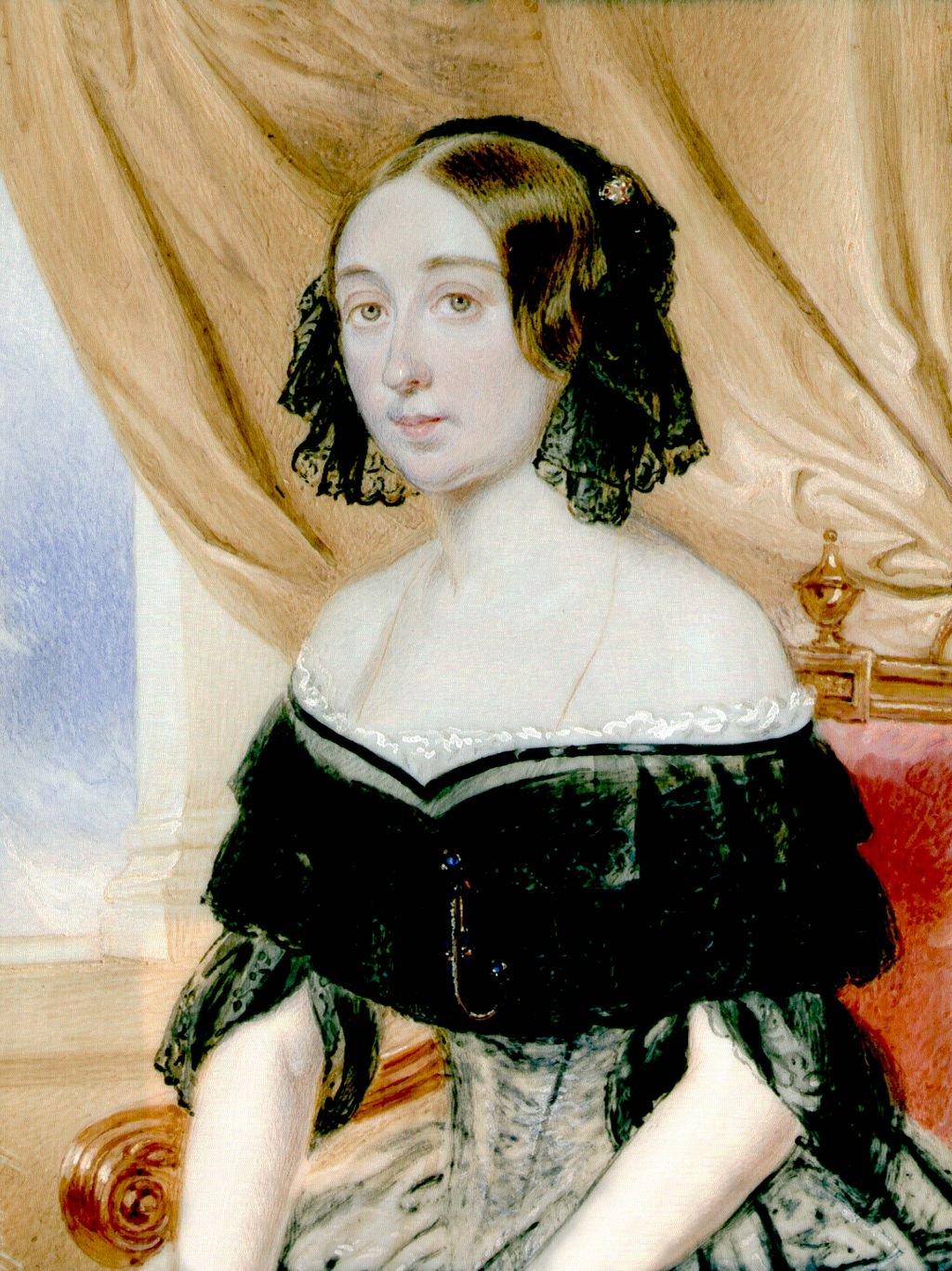
Волконская, Анна Ивановна (урождённая Паскевич)
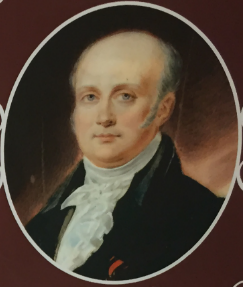
Паскевич, Фёдор Григорьевич
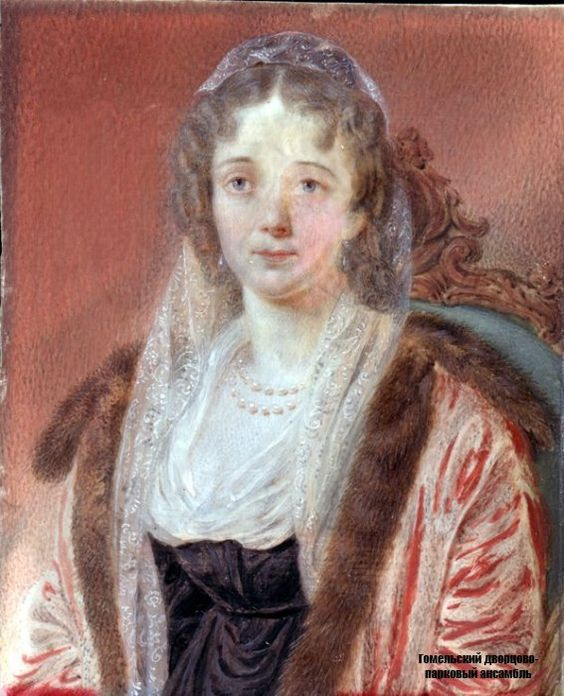
Паскевич Анна Осиповна (урождённая Карабанькова )
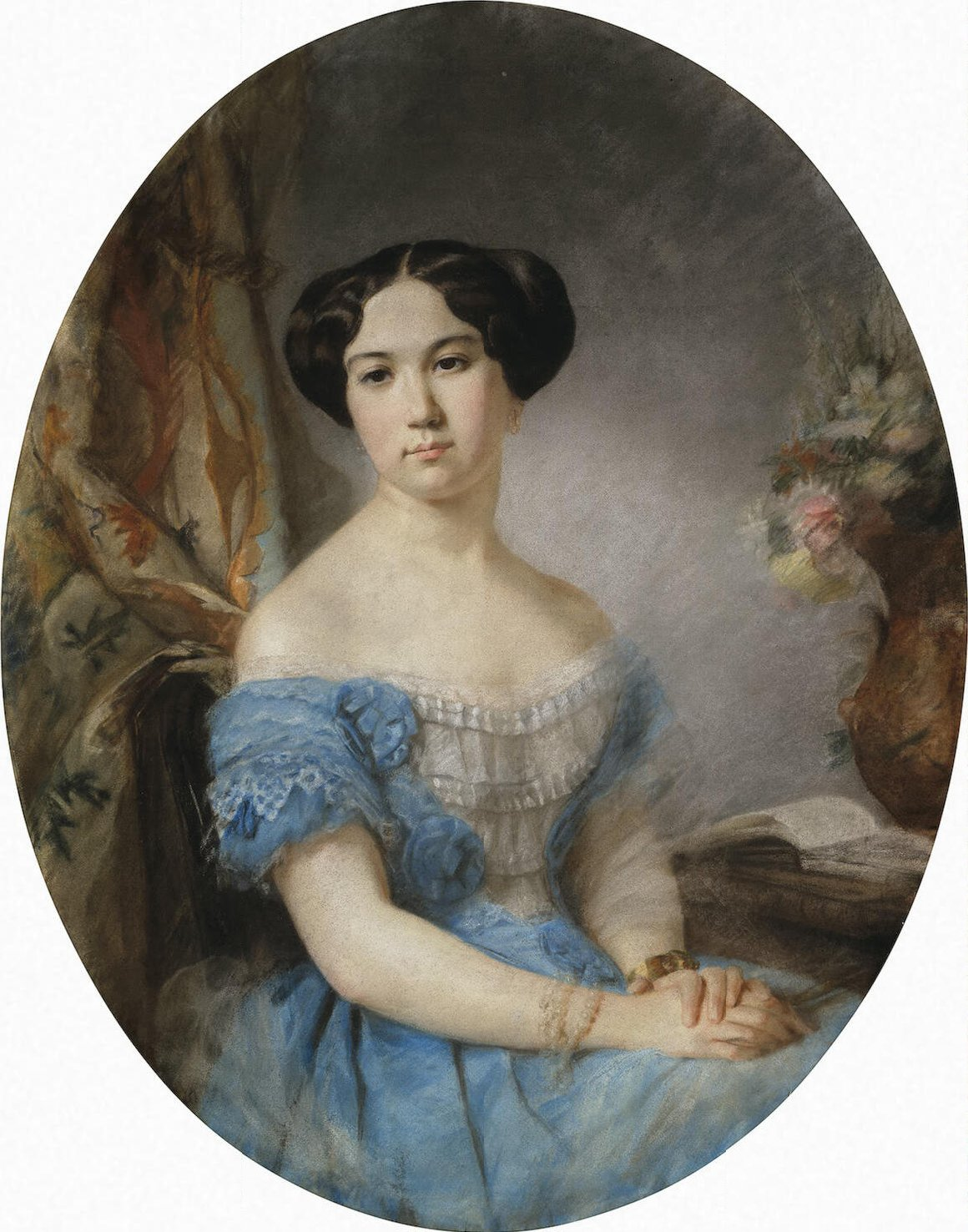
Паскевич Ирина Ивановна (урождённая Воронцова-Дашкова)

## Примечания

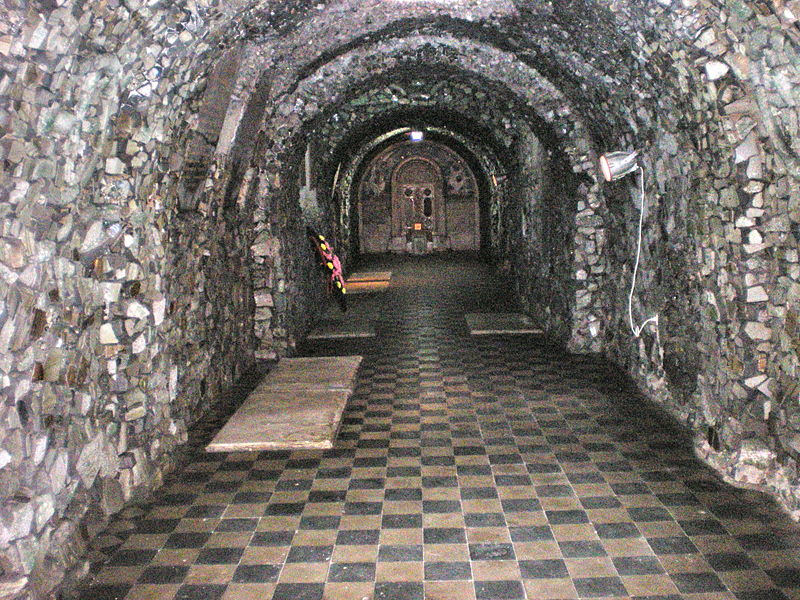
Внутренний вид склепа в усыпальнице Паскевичей